# 27615 Daniellu
27615 Daniellu è un asteroide della fascia principale. Scoperto nel 2001, presenta un'orbita caratterizzata da un semiasse maggiore pari a 2,3645489 UA e da un'eccentricità di 0,1386991, inclinata di 8,82211° rispetto all'eclittica.